# Carol of the Bells
Carol of the Bells (Colinda clopoțeilor sau Colindul clopotelor) este o colindă populară de Crăciun compusă de Mîkola Leontovîci cu versuri de Peter J. Wilhousky⁠(d). Colinda se bazează pe un cântec popular cunoscut în limba ucraineană ca „Șcedrîk⁠(d)” (Щедрик). Titlul este derivat din cuvântul ucrainean pentru „bogat”. Versurile create de Wilhousky au drepturi de autor, în timp ce compoziția muzicală originală nu are.

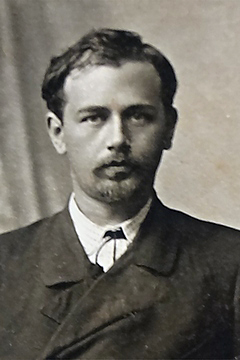
Mîkola Leontovîci în tinerețe

Colinda a fost rearanjată de mai multe ori pentru diferite genuri: clasic, metal, jazz, rock și pop. Piesa apare, de asemenea, în filme (de exemplu în Singur acasă), emisiuni de televiziune și parodii.

## Origini
Colinda este bazată pe un cântec popular tradițional asociat cu venirea Anului Nou, care, în Ucraina pre-creștină, era inițial sărbătorit odată cu venirea primăverii în luna aprilie. (Acesta este motivul pentru care textul ucrainean original vorbește despre o rândunică care se întoarce și despre nașterea mieilor.)
Odată cu introducerea creștinismului în Ucraina și adoptarea calendarul iulian, celebrarea Anului Nou a fost mutată din aprilie în ianuarie și sărbătoarea cu care cântarea a fost Boboteaza (Șcedrîi vecir ).
În prezent, în Ucraina, colindul este cântat în ajunul Anului Nou iulian.
Odată cu concertul Corului Național Ucrainean din 1921 în America și Europa, colindul a fost tradus în limba engleză, cu drepturi de autor, de Peter J. Wilhousky în 1930 și de atunci a fost cântat în timpul sezonului de Crăciun. A avut premiera în Statele Unite la 5 octombrie 1921 la Carnegie Hall.